# NGC 268
NGC 268 es una galaxia espiral barrada de la constelación de Cetus. 
Fue descubierta el 22 de noviembre de 1785 por el astrónomo William Herschel.